# Yvette Monreal
Yvette Monreal es una actriz estadounidense de origen mexicano-chileno, conocida por sus actuaciones en Matador (2014) como Senna Galan y como Reagan en la serie de MTV Faking It (2014).

## Filmografía

### Películas
- Casey (2014)
- Lowriders (2015)
- Monsoon (2016)
- Rambo V: Last Blood (2019)[3]

### Televisión
| Año       | Título                   | Papel                    | Notas                                         |
| --------- | ------------------------ | ------------------------ | --------------------------------------------- |
| 2013      | Harpies                  | Temperance               | 2 episodios                                   |
| 2013-2014 | Chutes                   | Olivia                   | 9 episodios                                   |
| 2014      | Awkward                  | una chica                | 1 episodio                                    |
| 2014-2015 | Faking It                | Reagan                   | 10 episodios                                  |
| 2014      | Matador                  | Senna Galan              | 8 episodios                                   |
| 2015      | The Fosters              | Adriana                  | 2 episodios                                   |
| 2020      | DC's Legends of Tomorrow | Yolanda Montez / Wildcat | Episodio: "Crisis on Infinite Earths, Part 5" |
| 2020-2022 | Stargirl                 | Yolanda Montez / Wildcat | Elenco principal                              |